# Апшеронское море
Апшеро́нское мо́ре — древнее море, образовавшееся от Акчагыльского моря, существовавшее на территориях современного Черноморья, Азова, Каспия, Арала, нижнего Поволжья, Туркменистана и Казахстана от 1,7 до 1 миллиона лет назад, по другим данным — около 1,8—0,7 миллиона лет назад. В начале апшеронской трансгрессии бассейн превращается в солоноватый водоём.
Площадь моря составляла 835000 км², объём вытекающей воды 668 км³/год, а уровень моря был 80–60 м.
Апшеронское море поднималось до сегодняшнего города Камышин на севере Волгоградской области по реке Волге, до города Уральска в Казахстане по реке Урал. Его воды заливали равнины Предкавказья, над будущей рекой Маныч соединялась с Чёрным морем и смыкалась с Аральским морем.
При отступании Апшеронского моря на северном его побережье росли леса южнотаёжного типа. Апшеронской эпохе соответствует первый раздел четвертичного периода, называемый эоплейстоценом.